# Bahnhof Mittweida

Der Bahnhof Mittweida ist eine Betriebsstelle der Bahnstrecke Riesa–Chemnitz und der früher hier anschließenden Strecke Mittweida–Dreiwerden auf dem Gebiet der Stadt Mittweida in Sachsen.

## Geschichte
Der Bahnhof Mittweida wurde am 1. September 1852 eröffnet.
Zwischen 1906 und 1997 zweigte vom Bahnhof die Bahnstrecke Mittweida–Dreiwerden/Ringethal ab, die hauptsächlich als Industriebahn genutzt wurde.

## Gebäude
Das am 22. Mai 1900 eröffnete Empfangsgebäude des Bahnhofs steht unter Denkmalschutz. Das Gebäude befindet sich seit 21. September 2015 im Besitz der Stadt Mittweida, nachdem es im Jahre 2013 an eine Privatperson versteigert worden war.

## Bahnanlagen
Vorhandene Hochbauten sind das Empfangsgebäude, der Güterschuppen sowie Stellwerk B1, welches die Signal- und Sicherungsanlagen des Bahnhofes bedient. Bis 2007 hieß dieses Stellwerk B2; im selben Jahr wurde Stellwerk W1 am nördlichen Bahnhofskopf aufgelassen und abgerissen. Bis Mitte der 1970er Jahre gab es im Empfangsgebäude zudem eine Befehlsstelle.
Der Bahnhof besitzt heute noch vier Gleise, davon ein Stumpfgleis (Gleis 1).
Der Hausbahnsteig an Gleis 1 ist 128 Meter lang, der durch eine Unterführung und damit nicht barrierefrei zu erreichende Mittelbahnsteig an den Gleisen 2 und 3 124 Meter. Beide Bahnsteige sind 38 Zentimeter hoch und überdacht.

## Bedeutung und Verkehr
1914 war Mittweida Halt vierer Eilzugpaare, davon dreier durchgängiger Berlin–Chemnitz, dazu von täglich mindestens acht Nahverkehrszugpaaren Döbeln–Chemnitz.
1936 war Mittweida Halt dreier täglicher Schnellzugpaare und eines Eilzugpaares von Berlin nach Chemnitz, ein zusätzliches Paar vor Sonn- und Feiertagen hin und sonn- und feiertags zurück. Dazu fuhren zahlreiche Personenzüge nach Chemnitz, weniger Richtung Waldheim und Döbeln.
Bis zum 27. Mai 2006 war Mittweida ein Halt der Interregio-Linie Berlin–Chemnitz.
Heute halten in Mittweida noch Regionalbahnzüge zwischen Chemnitz, Riesa und Elsterwerda, betrieben von der Bayerischen Oberlandbahn unter der Marke Mitteldeutsche Regiobahn sowie Züge des Chemnitzer Modells, betrieben von der City-Bahn Chemnitz. In Mittweida fahren City-Bahn und Regionalbahn rund eine halbe Stunde versetzt ab.

## Verkehrsanbindung
| Linie                  | Zuglauf                                  | Takt (min) | EVU                     |
| ---------------------- | ---------------------------------------- | ---------- | ----------------------- |
| RB45                   | Chemnitz Hbf–Riesa                       | 60         | Bayerische Oberlandbahn |
| C14                    | Thalheim (Erzgeb)–Chemnitz Hbf–Mittweida | 60         | City-Bahn Chemnitz      |
| Stand: 29. Januar 2022 |                                          |            |                         |